# Ranachów-Wieś
Ranachów-Wieś dawniej też Ranachów Górny – wieś w Polsce położona w województwie mazowieckim, w powiecie zwoleńskim, w gminie Kazanów. Ma status sołectwa.
| SIMC    | Nazwa          | Rodzaj    |
| ------- | -------------- | --------- |
| 0626372 | Góry           | część wsi |
| 0626389 | Nowy Ranachów  | część wsi |
| 0626395 | Stary Ranachów | część wsi |

W latach 1975–1998 miejscowość administracyjnie należała do województwa radomskiego.